# Comuna Lozova, Strășeni
Comuna Lozova este o comună din raionul Strășeni, Republica Moldova. Este formată din satele Lozova (sat-reședință) și Stejăreni.

## Demografie
Conform datelor recensământului din 2014, comuna are o populație de 6.196 de locuitori. La recensământul din 2004 erau 6.581 de locuitori.

## Administrație și politică
Componența Consiliului local Lozova (15 consilieri), ales la 5 noiembrie 2023, este următoarea:
|  | Partid                                        | Consilieri | Componență | Componență | Componență | Componență | Componență | Componență | Componență |
|  | --------------------------------------------- | ---------- | ---------- | ---------- | ---------- | ---------- | ---------- | ---------- | ---------- |
|  | Coaliția pentru Unitate și Bunăstare          | 7          |            |            |            |            |            |            |            |
|  | Partidul Acțiune și Solidaritate              | 4          |            |            |            |            |            |            |            |
|  | Partidul Liberal Democrat din Moldova         | 2          |            |            |            |            |            |            |            |
|  | Partidul Dezvoltării și Consolidării Moldovei | 1          |            |            |            |            |            |            |            |
|  | Candidat independent NICOLAE LOZOVANU         | 1          |            |            |            |            |            |            |            |